# Звезда (фильм, 1952)
«Звезда» (англ. The Star) — фильм режиссёра Стюарта Хейслера, вышедший на экраны в 1952 году.
Фильм рассказывает историю стареющей актрисы, которая отчаянно пытается возобновить карьеру. Как написал критик Марк Деминг, «эта драма из сферы шоу-бизнеса об однажды знавшей высоты славы актрисе, которая вынуждена встретиться с глубиной своего крушения». Как отметил в «Нью-Йорк таймс» кинокритик Босли Кроутер, «запоминающееся исполнение Бетт Дейвис роли затухающей театральной звезды в фильме „Всё о Еве“… повторено ей почти полностью в фильме „Звезда“, где она играет отыгравшую всё кинозвезду». Фильм не был успешным в кассовом плане, тем не менее, Бетт Дейвис описывала его как «один из лучших сценариев, когда-либо написанных об актрисе, ставшей безумной от кино».
За работу в этом фильме в 1953 году Бетт Дейвис была удостоена номинации на Оскар как лучшая актриса в главной роли.

## Сюжет
Имущество увядающей кинозвезды, обладательницы Оскара Маргарет Эллиотт (Бетт Дейвис) распродаётся с молотка с тем, чтобы погасить ей долги перед кредиторами. Тем же вечером на улице она неожиданно сталкивается со своим агентом, Гарри Стоуном (Уорнер Андерсон), и отчитывает его за то, что он не может найти для неё никакой работы. Гарри намекает Маргарет, что она уже не так молода и свежа, как того хотят зрители, но Маргарет умоляет его поговорить с продюсером Джо Моррисоном, который готовит новый фильм, на роль в котором в своё время рассматривалась кандидатура Маргарет. Однако Гарри отказывается и советует Маргарет попросить денег у своего разбогатевшего бывшего мужа Джона Моргана, которого она содержала много лет во время их совместного брака.
Маргарет без желания едет в дом Моргана, где её встречает любящая и верная дочь подросткового возраста Гретхен (Натали Вуд). Вскоре появляется вторая жена Джона, Пегги, которая в своё время увела его у Маргарет. Между женщинами тут же возникает конфликт. Затем Маргарет наедине утешает Гретхен, говоря, что она по-прежнему большая звезда, несмотря на те оскорбительные и унизительные слова, которые говорят о ней одноклассники Гретхен.
Маргарет возвращается в свою квартиру, где симпатичная домохозяйка, миссис Адамс, предупреждает её, что арендодатель требует срочно внести арендную плату. В квартире Маргарет ожидают её родственники, привыкшие жить за её счёт — сестра Фейт с мужем Роем. Когда Рой просит свой ежемесячный чек, Маргарет кричит, что она разорена и выгоняет его из дома. Затем Маргарет хватает свою статуэтку Оскара и отправляется в пьяный загул.
В конце концов, её задерживают за управление автомобилем в пьяном виде, и, она проводит мучительную ночь в полицейском участке. Утром её выпускают под залог, который внёс её давний коллега и поклонник, а ныне преуспевающий владелец верфи Джим Йоханнсен (Стерлинг Хэйден). Джим говорит, что он сделал это в благодарность за то, что в своё время Маргарет ему очень помогла, выбрав из числа никому не известных актёров на роль своего партнёра в одном из своих фильмов. В дальнейшем Джим отказался от актёрской карьеры ради службы в армии, а теперь, по его словам, «любит работать руками». Джим провожает Маргарет до её дома. Когда выясняется, что Маргарет уже выселена из своей квартиры, Джим привозит её в свою шикарную квартиру и предлагает отдохнуть.
Проснувшись, Маргарет видит, что новость о её задержании опубликована на первых страницах газет. Она тут же звонит Гретхен, пытаясь убедить её, что это всего лишь рекламный трюк. Затем Маргарет говорит Джиму, что она разорена, неудачно вложив все свои деньги в три убыточные картины. Маргарет злобно обвиняет «большие компании», которые не смогли предоставить её фильмам достойный прокат, но Джим осторожно замечает, что она, вероятно, сама разрушила свою карьеру. Он также предполагает, что Маргарет пыталась покончить жизнь самоубийством, сев в пьяном виде за руль. Джим сознаётся, что в своё время был влюблён в неё, особенно, когда они вместе снимались, но с тех пор, по его словам, она перестала быть женщиной, и её волнует только карьера.
Маргарет выбегает из дома, и в соседней аптеке крадёт флакон духов. Немного успокоившись, Маргарет принимает решение последовать совету Джима и найти «настоящую» работу. Благодаря актёрским навыкам, Маргарет легко проходит собеседование в соседнем универмаге и начинает работать в торговом зале. Её состояние постепенно приходит в норму, однако вскоре она слышит, как две покупательницы в разговоре между собой жалуются, что магазину не следовало бы нанимать на работу «тюремную птичку». Маргарет устраивает скандал и бросает работу в универмаге.
Маргарет решает ещё раз попытаться добиться успеха в кино. Она приходит в офис к Гарри и снова требует, чтобы он связался с Моррисоном. Продюсер (Майнор Уотсон) соглашается встретиться с ней, однако она с разочарованием узнаёт, что он собирается пробовать её не на роль главной героини, а на роль её непривлекательной старшей сестры. Вечером перед пробами Маргарет репетирует свой текст вместе с Джимом. У него вызывает сомнение намерение Маргарет сыграть роль как будто её героиня намного моложе, чем это следует из сценария. Маргарет легкомысленно отвечает, что она знает, как обращаться с режиссёром. Однако на следующий день режиссёр также требует её играть роль не столь кокетливо, а так, как указано в сценарии, однако Маргарет продолжает настаивать на своей трактовке. Вечером она говорит Джиму, что уверена в том, что Моррисон предложит ей роль главной героини, поскольку пробы прошли очень хорошо.
На следующее утро, когда Гарри и Маргарет приходят к Моррисону, и Маргарет смотрит плёнку со своими пробами, она с ужасом осознаёт, насколько нелепо она смотрится. Чтобы немного успокоить перевозбуждённую Маргарет, Гарри отвозит её к себе домой, чтобы она отдохнула и пришла в себя. Этим вечером Гарри с женой Филлис устраивают у себя дома приём. После того, как Маргарет просыпается, Филлис (Джин Трэвис) уговаривает её принять в нём участие. На приёме Маргарет встречает сценариста Ричарда Стэнли (Пол Фриз), который описывает ей свой последний сценарий, который, как он считает, идеально подойдёт для Маргарет. В сценарии речь идёт об актрисе, которая настолько амбициозна, что не может смириться с тем, что её карьере пришёл конец. Когда Стэнли заявляет, что главную героиню можно только пожалеть, поскольку она отказалась от «своего права по рождению: привилегии и счастья просто быть женщиной», Маргарет не может это слышать и выбегает.
Маргарет забирает Гретхен и вместе с ней приезжает к Джиму, который встречает их обеих с распростёртыми объятиями.

## В главных ролях
- Бетт Дейвис — Маргарет Эллиотт
- Стерлинг Хэйден — Джим Йоханнсен
- Натали Вуд — Гретхен
- Уорнер Андерсон — Гарри Стоун
- Майнор Уотсон — Джо Моррисон
- Джун Трэвис — Филлис Стоун
- Пол Фриз — Ричард Стэнли
- Роберт Уорик — Р. Джей, немолодой актёр на вечеринке
- Кэтрин Уоррен — миссис Рут Моррисон (в титрах не указана)

## Создание фильма
Как пишет Дебора Луни в статье на сайте Turner Classic Movies, «сценарий фильма был написан о (другой голливудской звезде) Джоан Кроуфорд, и это доставило Бетт Дейвис особое наслаждение». Существует масса свидетельств того, что актрисы ненавидели друг друга на протяжении многих десятилетий. За многие годы в кино Дэйвис и Кроуфорд сыграли вместе лишь в одном фильме — в психологическом триллере Роберта Олдрича «Что случилось с Бэби Джейн?» (1962), где они предстали в образах двух сестёр, проживших практически всю жизнь под одной крышей, ненавидя друг друга.
Как отмечает Луни, сценарий написали близкие друзья Кроуфорд, супружеская пара Кэтрин Альберт и Дейл Юнсон. «С началом съёмок фильма двадцатипятилетняя дружба этой пары с актрисой завершилась». В 1983 году Дэйвис сказала об этой роли в интервью журналу «Плейбой»: «Да, это была Кроуфорд, но, конечно, я её не копировала. Просто (здесь нашёл отражение) её подход к делам в плане значимости для неё гламура и всех этих вещей за сценой. Я была восхищена сценарием». Юнсон утверждал, что вопреки распространённому мнению, Кроуфорд не предлагали сыграть в этом фильме: «Честно говоря, это было чересчур похоже на неё, и это одна из причин, почему Бетт Дейвис это понравилось. Бетт могла сыграть Джоан Кроуфорд полностью».

## Оценка фильма критиками
После выхода фильма на экраны критики давали ему в основном положительные отзывы. Босли Кроутер в «Нью-Йорк таймс» высоко оценил фильм, прежде всего, благодаря образу, созданному Дэйис. Журнал «TimeOut» назвал его «увлекательной, хотя и скромной по масштабам драмой со зрелой звездой на переднем плане». А «Variety» отметил, что «там есть хорошо продаваемая история с сюжетом о закулисье Голливуда». Со временем оценка фильма стала более критической. Так Эммануэл Леви охарактеризовал фильм как «шаблонный» и как «мыльную мелодраму», Дэн Каллахэн назвал фильм "поношенным, дешёвым вариантом «Сансет бульвар» и обратил внимание на то, что в фильме есть «неуклюжесть и манерность, из-за чего невозможно получить удовольствие», закончив словами, что «фильм главным образом вызывает смущение и, конечно, не достоин Бетт Дейвис».
Кроутер отмечает, что «постановщик фильма Стюарт Хейслер позаботился о том, чтобы весь фильм был снят в реальной голливудской среде, которая придаёт ему безжалостно реальный вид».
Многократно отмечалось, что фильм и особенно роль в нём Дэйвис имеет значительное сходство с другим её чрезвычайно успешным фильмом Джозефа Манкевича из театральной жизни «Всё о Еве» (1950). Так журнал «TimeOut» отмечает, что «через пару лет после „Всё о Еве“, Бетт Дейвис играет оскароносную актрису, приходящую к пониманию, что её затухающая карьера подходит к концу». По словам Кроутера, "необузданная и патетичная женщина, которую мисс Дэйвис столь выразительно демонстрирует через серию драматических ситуаций, — это как будто та же самая женщина, которая была столь ярко представлена ей во «Всё о Еве».
Практически весь фильм построен вокруг игры Дэйвис и создаваемого ей образа. Так, журнал «Variety» написал: «Сильная игра Бетт Дейвис в идеально подходящей для неё роли даёт „Звезде“ взлёт, которого в ином случае могло и не произойти». Кроутер подробно рассматривает работу Дэйвис, отмечая её «чрезмерную и узнаваемую манеру игры», её язвительность и тщеславие, «испепеляющий сарказм и женский пыл». Дэвис создаёт образ «непоседливой и шустрой бывшей студийной звезды, слишком старой, чтобы играть роли гламурных девушек и слишком тщеславной и потерявшей чувство реальности, чтобы сдать свои лавры с изяществом… Она с жаром демонстрирует свою неуёмную страсть перед лицом фрустрации и отчаяния». Леви отмечает, что «Бетт Дейвис играет патетичную, горькую, яростную женщину». Босли завершает: «Но мисс Дэйвис не была бы (той выдающейся) актрисой, если бы не придала значительно большее откровение и значимость своей роли… Имея энергичный и острый сценарий от Кэтрин Альберт и Дэйла Юнсона, она определённо создаёт что-то большее. Это аккумулированный внутренний взгляд на хрупкость и одиночество того, кто был обманут иллюзией прочности и постоянства голливудской славы».
Некоторые критики оценили игру Дэйвис отрицательно. Так, Кэллэхэн считает, что Дэйвис играет «напыщенно и манерно», а «TimeOut» пишет, что «Бетт Дейвис иногда переигрывает, изображая пьяную жалость к самой себе».
По мнению «Variety», «большинство материала сконцентрировано на героине Бетт Дейвис, и потому другим актёрам практически нет возможности себя проявить». Кроутер во многом согласен с этим мнением: "всё, что волнует картину, это мучения «звезды».